# Todd Brooker
Todd Brooker (* 24. November 1959 in Waterloo, Ontario) ist ein ehemaliger kanadischer Skirennläufer. Von 1977 bis 1987 war der Abfahrer Mitglied der kanadischen Skinationalmannschaft und gilt als der letzte Fahrer der so genannten Crazy Canucks.

## Biografie
Brooker kam als Sohn des Eishockeyspielers Charles Brooker zur Welt und begann als Vierjähriger mit dem Skirennlauf. Im Alter von 12 Jahren bestritt er Rennen in Ontario und Québec. 1975 gewann er erstmals die kanadische Juniorenmeisterschaft in der Abfahrt und rückte 1977 in den Kader der kanadischen Skinationalmannschaft auf. Nach einer schweren Knieverletzung, die ihn 1979 zu einer mehr als einjährigen Pause zwang, gewann er im Dezember 1981 in Gröden seine ersten Weltcuppunkte. Nur drei Monate später stand er dank eines zweiten Platzes bei der Abfahrt von Aspen erstmals auf dem Siegerpodest.
In der Saison 1982/83 feierte er beim legendären Hahnenkammrennen in Kitzbühel und in Aspen seine ersten beiden Siege im Weltcup und beendete die Saison auf Platz 1 der FIS-Rangliste in der Abfahrt. Im gleichen Jahr wurde er in seiner Heimat zum Skifahrer des Jahres gewählt. In den folgenden Jahren etablierte er sich als Spitzenfahrer in der Abfahrt. Im Lauf seiner Karriere bestritt er insgesamt 62 Abfahrtsläufe im Weltcup, von denen er 33 in den Punkterängen beendete. Er holte drei Siege, stand weitere vier Mal auf dem Siegerpodest und beendete acht andere Rennen unter den besten Zehn.
1987 zog er sich bei einem schweren Sturz auf der Streif bei Kitzbühel eine schwere Verletzung an seinem bereits vorgeschädigten Knie zu, woraufhin er seine Karriere beendete. Im selben Jahr wurde er wegen seines Sportsgeistes mit dem Johnny F. Bassett Memorial Award ausgezeichnet.

## Karriere nach dem Rennsport
Brooker ist seit mehreren Jahren Skikommentator im Fernsehen und hat für mehrere große Sender in Nordamerika gearbeitet. Er hat für das US-Fernsehen bei zahlreichen Olympischen Winterspielen über Ski Alpin berichtet und liefert derzeit während der Ski-Weltcupsaison Kommentare und Analysen für CBC in Kanada. Er berichtete für NBC in den USA über die Olympische Winterspiele 2010 von Vancouver.
Brooker lebt mit seiner Frau und seinen drei Töchtern auf einer Farm im ländlichen Ontario in der Nähe von Thornbury.

## Statistik

### Olympische Spiele
- Sarajevo 1984: 9. Abfahrt

### Weltmeisterschaften
- Alpine Skiweltmeisterschaften 1982: 13. Abfahrt
- Alpine Skiweltmeisterschaften 1985: 9. Abfahrt

### Weltcupsiege
| Datum           | Ort       | Land               | Disziplin |
| --------------- | --------- | ------------------ | --------- |
| 22. Januar 1983 | Kitzbühel | Österreich         | Abfahrt   |
| 6. März 1983    | Aspen     | Vereinigte Staaten | Abfahrt   |
| 2. März 1985    | Furano    | Japan              | Abfahrt   |